# Dustin Nicolodi
Dustin Nicolodi, connu sous le nom de scène du Grand Coperlin, né le 7 août 1983 à Schwytz, est un artiste de cirque italo-suisse, d'abord acrobate puis comique, jongleur et illusionniste.
Il fait deux tournées avec le Cirque Knie, en 2018 et 2024.

## Biographie

### Origines, famille et situation personnelle
Dustin Nicolodi naît le 7 août 1983 à Schwytz, en Suisse centrale, ou à Zurich. Il est binational italo-suisse. 
Il est issu d'une famille de huit générations d'acrobates italiens. Il a une sœur, Sheila, danseuse de pole dance. Son père, Willer Nicolodi, est un ventriloque ; sa mère, née Beatrice Aschwanden, est Miss Suisse 1975.
Il est veuf d'une trapéziste ukrainienne et père d'un enfant,. Entre ses contrats, il vit à Rapperswil, dans le canton de Saint-Gall.

### Enfance et formation
Il passe son enfance à Paris, de 1984 à 1996, où son père se produit au Moulin-Rouge. Il étudie un an, de 1999 à 2000, à l'école de cirque Accademia Circense di Cesenatico près de Rimini en Italie, puis rejoint son père en tournée avec le Cirque Knie en Autriche.

### Acrobate
Il commence sa carrière d'acrobate en 2003, au cirque Arlette Gruss. Il est alors spécialisé dans l'équilibrisme et le contorsionnisme sur échasses et se produit pendant onze ans, notamment en 2007 au Cirque Knie. 
Sa haute taille (187 cm) lui cause cependant des problèmes physiques, jusqu'à une blessure à l'épaule en 2008 qui le contraint à se reconvertir dans le registre comique. 

### Le Grand Coperlin
Il crée son personnage du Grand Coperlin, dont le nom est inspiré de David Copperfield, en 2009, avec l'aide de son père. Selon ses propres déclarations, « [l]a jonglerie et la magie sont avant tout un prétexte pour placer des blagues et faire rire ». Son personnage a un look de dandy des années 1950. 
Il se produit d'abord principalement en Allemagne, notamment avec le cirque Flic Flac (de) et au GOP Varieté-Theater (de) de Bonn en 2017. Il accompagne la tournée du cirque Knie à deux reprises : en 2018 et 2024.